# Équipe d'Autriche de rugby à XV
L'équipe d'Autriche de rugby à XV rassemble les meilleurs joueurs de rugby à XV d'Autriche.

## Histoire
L'équipe d'Autriche de rugby a été fondée en 1981. Elle évolue actuellement en Division 2. L'Autriche est classée le 22 août 2011 à la 79e place au classement IRB. Elle a joué 76 matchs, son bilan est de 25 victoires pour 50 défaites et 1 nul. 
Son premier match se déroula le 3 mai 1992 contre la Hongrie, sur le sol hongrois, match qui finit sur un score de 23 à 9. Son premier match à domicile, le 3e match de son histoire, fut disputé le 31 octobre 1992 contre la Hongrie et finit sur un score de 3 à 5. 
L'équipe d'Autriche a eu au maximum 5 victoires consécutives pendant la période du 22 mai au 16 octobre 2004. Elle a eu au maximum 11 défaites consécutives pendant la période du 3 mai 1992 au 5 novembre 1995. Les Autrichiens ont affronté 21 équipes différentes, 3 équipes n'ont jamais battu l'Autriche et 8 équipes n'ont jamais été battues par l'Autriche. 
La plus large victoire, qui vit en même temps le maximum de points marqués dans un match, eut lieu le 3 mai 2025 en Autriche contre le Slovaquie et déboucha sur un score de 117 à 3. La plus large défaite, qui vit en même temps le plus grand nombre de points encaissés, eut lieu le 14 mai 1994 en Autriche contre l'Ukraine (0-78).

## Palmarès
- Coupe du monde
  - 1987 : non invitée
  - 1991 : pas qualifiée
  - 1995 : pas qualifiée
  - 1999 : pas qualifiée
  - 2003 : pas qualifiée
  - 2007 : pas qualifiée
  - 2011 : pas qualifiée

## Joueurs emblématiques
- Jérémie Moritz, numéro 8 de talent, évoluant en France, dont la carrière a été freinée par une blessure au genou.
- Stefan Etcheverry, ancien joueur franco-autrichien, devenu journaliste sportif au sein du Groupe Canal+ puis du Groupe TF1.